# Tschetschenische Diaspora

Tschetschenen in Russland im Jahr 2010

Die Tschetschenische Diaspora bezeichnet die Gemeinschaft der Tschetschenen außerhalb des ursprünglichen Siedlungsgebiets im Nordkaukasus.

## Tschetschenische Diaspora bis 1990

### Diaspora im Nahen Osten seit der Flucht und Deportation 1859
Am Ende des Kaukasuskriegs von 1817 bis 1864 (in Tschetschenien um 1859) flohen über 10 % der Tschetschenen vor ethnischen Säuberungen im Zuge der Annexion Tschetscheniens durch das russisches Kaiserreich aus ihrer Heimat. Diese Deportationen waren im nordwestlichen Kaukasus, besonders bei den Tscherkessen noch wesentlich zahlreicher und werden dort manchmal als Völkermord eingeschätzt. Diese Tschetschenen flüchteten neben den Tscherkessen in das Osmanische Reich und bildeten dort eine tschetschenische Diasporagemeinde in der Türkei und anderen Nachfolgestaaten des Osmanischen Reiches. In der Türkei wird die tschetschenische Sprache noch in einigen von Nachkommen damaliger Flüchtlinge (Muhacir) bewohnten Dörfern, v. a. in Mittel- und Südost-Anatolien sowie auch im Westen in der Nähe des Marmarameeres gesprochen, wo sich aber erst Ende 19./ Anfang 20. Jahrhundert Dörfer nach dem Verlust der europäischen Provinzen des Osmanischen Reiches gründeten. Über die genaue Zahl der tschetschenischen Diaspora seit dem Ende des Kaukasuskrieges gibt es keine zuverlässigen Statistiken. Schätzungen sind wegen des außerhalb der geschlossenen Dörfer fortschreitenden Assimilationsprozesses schwierig und liegen zwischen unter 100.000 und über 200.000 Tschetschenen in der Türkei (gegenüber allein ca. 1,5–2,5 Millionen Tscherkessen).
Auch in drei anderen Nachfolgestaaten des Osmanischen Reiches existieren kleine Diaspora-Gemeinschaften von geschätzt knapp unter bis über 10.000 Tschetschenen. In Syrien gibt es eine signifikante Anzahl tschetschenischer Dörfer v. a. um die nordöstliche Grenzstadt Raʾs al-ʿAin, die Stadt selbst wurde 1878 von tschetschenischen Flüchtlingen wieder gegründet. In Jordanien siedelten sich Tschetschenen meist nordöstlich der Hauptstadt Amman an, wo sie 1902 die heutige Industrie- und Großstadt Zarqa gründeten. Hier stiegen sie durch die Loyalität zum jordanischen Königshaus und als Grundstückseigentümer in Zarqa teilweise in die Oberschicht auf und ein Mandat des Unterhauses im Parlament ist für Tschetschenen, zwei für Tscherkessen reserviert. Auch im nördlichen Irak östlich von Zaxo und um Qaschqa lebt eine kaukasische Diaspora von 19.000–35.000 Menschen, die unter dem traditionellen, aber ungenauen Sammelbegriff „Tscherkessen“ nicht weiter differenziert werden, obwohl gerade hier die wirklichen Tscherkessen (Adygen) nicht die größte Gruppe sind, sondern die Mehrheit (möglicherweise 75 %) in Wirklichkeit sprachliche Tschetschenen sind.

### Vollständige Deportation 1944 und Diaspora in den sowjetischen Nachfolgestaaten
Im Zweiten Weltkrieg, in dem auch die deutsche Wehrmacht kurzzeitig den äußersten Nordwesten Tschetscheno-Inguschetiens erreichte, kam es ab 1940 zu antisowjetischen Widerstandsbewegungen einiger Tschetschenen und Inguschen unter dem Journalisten Hassan Israilow und ab 1941 einer zweiten Gruppe unter Majrbek Scheripow. Obwohl die Deutschen nicht mit Israilow zusammenarbeiteten und obwohl sich nur eine kleine Minderheit der Tschetschenen und Inguschen beteiligte (Schätzungen gehen von bis zu 5000 Beteiligten und über 20.000 Sympathisanten aus, bei damals über 600.000 Tschetschenen und Inguschen, über 40.000 in der Roten Armee), wurden die Tschetschenen und Inguschen kollektiv der Kollaboration mit dem Dritten Reich beschuldigt. Am 23. Februar 1944 deportierten NKWD-Einheiten fast alle Tschetschenen und Inguschen nach Kasachstan in Sondersiedlungen. Wehrpflichtige Soldaten kamen in sibirische Gulags. Diese Deportation war eine der vollständigen ethnischen Deportationen in der Sowjetunion, nach der Deportation aller Russlanddeutschen jene mit den meisten Opfern.
Einige Osteuropahistoriker, wie Jeronim Perović sind der Meinung, dass nicht allein die sehr begrenzten Aufstände die Ursache waren, dass Stalin einige nordkaukasische Ethnien (Karatschaier, Balkaren, Inguschen, Tschetschenen) als kollektiv antisowjetisch einordnete und zur staatsterroristischen Methode der vollständigen Deportation griff, sondern wohl schon vor dem Krieg die erfolgreichen Widerstände gegen die Zwangskollektivierung in der Sowjetunion und Verweigerungen der Rekrutierung in die Sowjetarmee.
Die genaue Zahl und der tschetschenisch-inguschische Bevölkerungsanteil der Opfer dieser vollständigen Deportation ist aufgrund gleichzeitig hoher Geburtenrate schwer zu schätzen. Berechnungen des russischen Historikers Viktor Nikolajewitsch Semskow ergaben, dass im Zeitraum schrumpfender Bevölkerung, von der Deportation bis zum 1. Oktober 1948 eine (durch die Umstände vielleicht reduzierte) Geburtenzahl von 28.120 Kindern einer Sterberate von 146.892 Personen gegenüber stand, damit also über 100–120.000 Menschen (ein Sechstel bis ein Fünftel der Tschetschenen und Inguschen) durch die Folgen der Deportation und Verbannung (schlechte Versorgung in den Sondersiedlungen, Strapazen der Deportation und gewaltsame Tode) umkam. Nach allgemeinen Zahlen und Schätzungen war der Prozentanteil unter den Inguschen, die in die winterkalten Gebiete Ost-Kasachstans kamen, deutlich höher, als unter den Tschetschenen.
Bereits seit Stalins Tod 1953 häuften sich tschetschenische Petitionen und Eingaben für die Rückkehr in die Heimat aber auch mehrfache Aufstände und Rückkehrversuche in den Sondersiedlungen und Gulags. Chruschtschow rehabilitierte 1956 die Tschetschenen und Inguschen und erlaubte 1957 die Rückkehr in die in diesem Jahr wiederbegründete ASSR Tschetscheno-Inguschetien und bis in die erste Hälfte der 1960er Jahre kehrten fast alle Tschetschenen zurück. In Kasachstan leben heute nur noch über 30.000 Tschetschenen (unter den über 1,5 Millionen in den Nachfolgestaaten der Sowjetunion), in den anderen vier mittelasiatischen Nachfolgestaaten der nur über 100 bis knapp 2000.
Unabhängig von diesen Ereignissen zogen in spätsowjetischer Zeit Tschetschenen in viele andere Regionen der Sowjetunion, bilden dort einen sehr niedrigen Anteil der Regionalbevölkerung (unter 1 %, meistens unter 0,1 %, aber überall unter 4 %), prominentestes Beispiel ist der Moskauer Wirtschaftswissenschaftler und ehemalige Politiker Ruslan Chasbulatow. Die höchsten Anteile leben in der Republik Kalmückien und den Nachbarrepubliken Dagestan und Inguschetien. Zur tschetschenischen Bevölkerung Dagestans gehören jene im zum Siedlungsgebiet gehörenden Nowolakski Rajon, der bis zur Deportation als Auchowski Rajon zu Tschetscheno-Inguschetien gehört hatte, danach aber an Dagestan fiel und mit Laken neu besiedelt wurde. Konflikte mit tschetschenischen Vorbewohnern, die erst mit Ende der Sowjetunion zurückkehren durften, wurden erst auf einem Kongress am 5. September 1999 durch Kompromisse gelöst und Tschetschenisch ist seither eine der 14 anerkannten Landessprachen Dagestans. Inguschetien, dass sich erst 1992 aus Tschetscheno-Inguschetien gelöst hatte, dessen Sprache und Tradition aber der tschetschenischen sehr ähnlich ist, war während der Tschetschenienkriege das Hauptziel von Kriegsflüchtlingen, 2006 lebten hier 200.000 tschetschenische Flüchtlinge (1/3 der Bevölkerung), heute aber nur noch unter 20.000. Ein weiteres Flüchtlingsziel war während der Kriege das von tschetschenischen Kisten bewohnte Pankissi-Tal in Georgien, in dem aber ebenfalls nur noch wenige Flüchtlinge geblieben sind.

## Diaspora ab 1990

### Flüchtlinge in westlichen und nahöstlichen Ländern von den Tschetschenienkriegen zur Gegenwart
Schon im Ersten und Zweiten Tschetschenienkrieg und der Zwischenkriegszeit 1994–2009 flüchteten tausende Tschetschenen nach Europa. Noch deutlich mehr kamen aber später in den 2010er Jahren. So haben von 2012 bis 2016 fast 36.000 Tschetschenen Asyl in Deutschland beantragt, allein 2013 stammten über 90 % der 15.500 Asylanträge russischer Staatsbürger in Deutschland von Tschetschenen – mehr als 13.600. 2016 waren unter den 12.200 Asylsuchenden aus Russland 9850 Tschetschenen, mehr als 80 %, von denen bis Anfang 2017 schon 4,3 % als asylberechtigt oder als Flüchtlinge anerkannt wurden. Insgesamt werden in Deutschland deutlich über 50.000 Tschetschenen (also über 4 % aller Tschetschenen weltweit) geschätzt.
Weitere ca. 35.000 Tschetschenen leben in Österreich (ca. 3 % der Tschetschenen), große Gemeinschaften leben außerdem in Frankreich (wahrscheinlich die größte Diaspora-Gemeinschaft), Belgien, Norwegen und Polen. Da die asylsuchenden Tschetschenen häufig in Polen den EU-Raum betreten, müssten sie nach dem Dublin-Abkommen eigentlich nach Polen zurückgebracht werden, wo aber 2007–2015 nur unter 1 % der über 58.000 Asylsuchenden aus Russland – zur großen Mehrheit Tschetschenen – als Flüchtlinge anerkannt wurden. 2016 wurden von Januar bis Oktober aus verschiedenen Gründen nur 560 Personen nach Polen und 110 Tschetschenen nach Russland abgeschoben.
Die Diaspora bildete sich in der Anfangszeit v. a. aus Anhängern der tschetschenischen Unabhängigkeit, aus Kriegsflüchtlingen, daneben auch Islamisten (die aber meistens den Nahen Osten als Fluchtziel bevorzugen), seit den 2010er Jahren auch aus Menschenrechtlern, Oppositionellen, kritischen Bloggern und unpolitischen Personen, die aus verschiedenen Gründen (wie der in Tschetschenien verbotenen und verfolgten Homosexualität) ins Visier tschetschenisch-russischer Behörden unter Republikspräsident Ramsan Kadyrow gerieten, dessen Herrschaft die Bürgerrechtsorganisation Memorial als „totalitär“ bezeichnet. Diese zweite Kategorie bildet die große Mehrheit tschetschenischer Flüchtlinge im Westen, unter den 50.000 Tschetschenen in Deutschland sind beispielsweise über 40.000 erst nach dem Ende des Zweiten Tschetschenienkrieges 2009 ins Land gekommen, sind somit keine Kriegsflüchtlinge, sondern Flüchtlinge und Emigranten vor der Kadyrow-Regierung. Wegen der engen Beziehungen Kadyrows zur russischen Regierung sind für diese Flüchtlinge traditionelle Zufluchtsgebiete in anderen Teilen Russlands, wie Inguschetien, keine Option. Auch das georgische Pankissi-Tal, aus dem vor dem russischen Vormarsch gegen Georgien im Kaukasuskrieg 2008 einige tausend tschetschenische Flüchtlinge in die Türkei weiter flüchteten, galt nicht mehr als zuverlässig. Deshalb fliehen die meisten Tschetschenen der Kadyrow-Zeit seit 2010 bis heute in die Staaten der EU und andere westliche Länder, wie Norwegen und die USA, in geringerer Zahl auch in nahöstliche Staaten. Einzelne Menschen aus der Diaspora wurden zunehmend aus Russland und Tschetschenien mit Anschlägen und Auslieferungsersuchen bedroht. Es kam zu Morden in Österreich, Frankreich und Schweden und laut deutschem BKA zu weiteren Verfolgungen des Kadyrow-Regimes gegen Oppositionelle, darunter einen Mordversuch in Österreich. In Deutschland wurde im Jahr 2021 ein Attentat auf einen Exil-Oppositionellen vereitelt. Nach einem Bericht von Kawkasski Usel hat Kadyrow selbst die Emigranten in Europa auf „Grosny TV“ im Jahr 2016 in tschetschenischer Sprache einzuschüchtern versucht: „...ihr seid alle in unserer Hand...“ und fälschlich behauptet, es ließen sich alle online-Aktivitäten verfolgen und Kontaktdaten herausfinden und grundlos behauptet, Europa würde sie irgendwann rauswerfen.

### Kriminalität und Extremismus
Laut einem im Jahr 2019 angefertigten BKA-Bericht umfasst die Zahl der tschetschenisch organisierten Kriminellen in Deutschland etwa 200 polizeibekannte Personen (unter 0,5 % der dort lebenden Tschetschenen). Laut FAZ agierten Kriminelle aus der tschetschenischen Diaspora früher oft im Auftrag anderer ethnischer Clans gegen andere kriminelle Banden. Später erschlossen sie laut dem BKA eigene Einnahmequellen (Drogenhandel, Diebstahl, Schutzgelderpressung). Dies führte beispielsweise im Jahr 2020 zu Clan-Rivalitäten zwischen kriminell auffälligen Tschetschenen und kriminell auffälligen Arabern in Berlin. Ermittlungen gegen diesen kriminellen Teil der tschetschenischen Diaspora gestaltet sich laut BKA sich schwierig. Grund dafür sei vor allem der »enge Zusammenhalt« der Tschetschenen, der das Anwerben von Informanten oder den Einsatz verdeckter Ermittler erheblich erschwere.
Als im französischen Dijon im Jahr 2020 ein Jugendlicher tschetschenischer Abstammung von lokalen Drogendealern algerischer Abstammung verprügelt worden war, reisten 150–200 mit –  teilweise vollautomatischen – Schusswaffen bewaffnete Tschetschenen aus ganz Frankreich und den Nachbarländern nach Dijon und lieferten sich dort Straßenschlachten mit nordafrikanischen Gangmitgliedern. In Frankreich fielen tschetschenische Kriminelle auch durch islamistisch motivierte Taten auf. Darunter zählt der Anschlag in Paris am 12. Mai 2018 sowie der Mord an Samuel Paty. Eine mittlere zweistellige Zahl von Tschetschenen reiste von Deutschland im 2010er Jahrzehnt ins Gebiet des Islamischen Staates, einige davon kehrten später zurück.
Eine straff organisierte, militante, aber ebenfalls sehr kleine Minderheit in der Diaspora bilden die Anhänger des Islamismus, in Tschetschenien oft als Wahhabiten bezeichnet. Diese ideologisierte Strömung, die auch den in Tschetschenien sehr einflussreichen Sufismus bekämpft (allein 50–80 % der Tschetschenen gehören Strömungen an, die auf Kunta Haddschi Kischijew zurückgehen, dazu kommen weitere sufistische Schulen), war dem Islam in Tschetschenien bis Ende 20. Jahrhundert fremd. Erst Anfang der 1990er Jahre etablierte er sich durch den Einfluss von Schamil Bassajew und Ibn al-Chattab, gewann allmählich politischen und militärischen Einfluss in der separatistischen Unabhängigkeitsbewegung, bis sie sie mit der Gründung des Kaukasus-Emirats 2007 unter Doku Umarow dominierten und die nicht-islamistische Regierung der Tschetschenischen Republik Itschkerien unter Achmed Sakajew ins westliche Exil verdrängten. Trotz ihrer Organisation hatten sie nie eine Mehrheit oder große Minderheit der tschetschenischen Gesellschaft hinter sich, viele Islamisten hatten sogar ihre familiären Bindungen gekappt, was in der vom Zusammenhalt der Großfamilien und Clans geprägten tschetschenischen Gesellschaft ungewöhnlich war. Nach ihrer Niederlage gegen Russland gingen die meisten überlebenden Islamisten in andere nahöstliche Kriegsschauplätze. Im westlichen Exil leben nur sehr wenige, dem Bundesamt für Verfassungsschutz zufolge stellt eine „mittlere dreistellige Personenzahl“ von Tschetschenen (ca. 1 % der Tschetschenen in Deutschland) ein „hohes Gefährdungspotential“ dar.